# クロモジ属
クロモジ属（クロモジぞく、学名: Lindera）は、クスノキ科の1属である。落葉性または常緑性の高木から低木。葉はふつう互生し、不分裂または3裂し、葉脈は羽状または三行脈。雌雄異株であり、葉腋に散形花序がつき、ふつう花被片6枚、雄花は雄しべ9個（葯は2室）、雌花は仮雄しべ9個と雌しべ1個をもつ（図1上）。果実は液果、果柄の先端は平坦（図1下）。ヒマラヤから東アジア、東南アジア、オーストラリア、北米に分布する。100種ほどが知られるが、多系統群であることが示されており、おそらく複数の属に再整理される。日本にはタイプ種であるクロモジのほかに、ダンコウバイ、ヤマコウバシ、アブラチャン、シロモジなどが分布している。学名の Lindera は、スウェーデンの植物学者である Johan Linder (1678–1724) に献名されたもの。

## 特徴
落葉性または常緑性の高木から低木（図2a）。芽は、葉状の鱗片または瓦重ね状の芽鱗で包まれる。葉は互生またはやや対生、単葉でありまれに3裂し（図2b）、葉脈は羽状であるが3脈が顕著（三行脈）なこともある。
雌雄異株（図3）。花序は頂芽または側芽の基部に1–数個生じ、1個ずつ芽鱗の葉腋につく。花をつけた側芽は、花後に未発達のままか、または伸長して葉をつけた長い枝になる。花序は散形花序、無柄または有柄、ふつう4枚の総苞片に包まれる。花被片はふつう6枚（3枚ずつ2輪）、外花被片と内花被片は同形または異形、花後に脱落する。雄花ではふつう雄しべが9個（3個ずつ3輪）、花糸は糸状、内側の1輪または2輪の雄しべの花糸基部付近には1対の有柄または無柄の腺体がある。葯は内向、2室。雌花ではふつう仮雄しべが9個（3個ずつ3輪）、糸状またはへら状、内輪の仮雄しべには1対の腺体がある。雌しべは1個、子房は球形、柱頭は頭状。
果実は球形から楕円形、1個の種子を含み、黒紫色や赤色などに熟する液果であるが（図4a）、不規則に裂開する果実（図4b）をもつ種もいる。果柄は先端へ向かって次第に肥厚し、先端の平坦な果托に果実がつき、果托の縁は全縁またはわずかに6裂する（図4）。

## 分布・生育地
ヒマラヤから東アジア、東南アジア、オーストラリア、北米東部に分布し、温帯から熱帯域に生育する。

## 人間との関わり

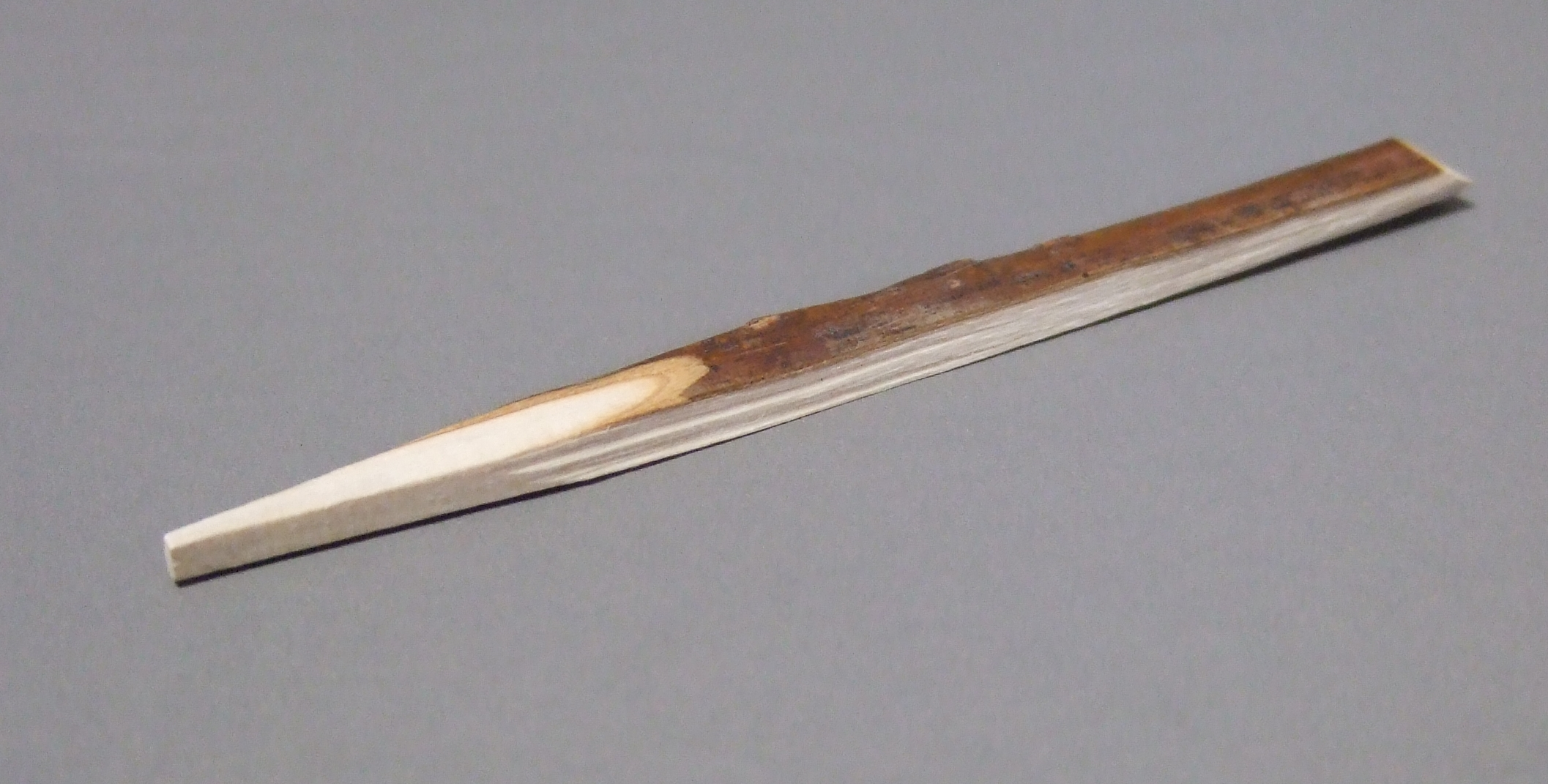
5. クロモジ製の楊枝

精油を含み、根、樹皮、葉、果実などは薬用や茶外茶、香油、石鹸、香辛料などに利用される（クロモジ、アメリカクロモジ、テンダイウヤクなど）。また、種子油は灯火用に利用されることもある（シロモジ、アブラチャンなど）。種によっては、観賞用として庭木などに使われる（ダンコウバイなど）。材は建材や細工物、楊枝、杖、かんじきなどに利用されることがある（オオバコウバシ、クロモジ、アブラチャンなど）（図5）。

## 分類
クロモジ属には約100種が分類されている。果実が裂開しないクロモジ節（Lindera sect. Lindera）と裂開するシロモジ節（Lindera sect. Praecocea; シロモジとアブラチャンのみを含む）に分けられることがある。しかし、分子系統学的研究からは本属が多数の系統群に分かれる多系統群であることが示されており、近縁のハマビワ属とともに複数の属に再整理されるものと考えられている。
上記のようにクロモジ属には100種ほどが知られており、代表的な種を以下に示す。
表1. クロモジ属の代表的な種
- クロモジ属 Lindera Thunb. (1783) nom. cons.[1]
  - テンダイウヤク Lindera aggregata (Sims) Kosterm. (1974)[11]
中国南部、台湾、ベトナム、フィリピンに分布し、日本にも帰化している。根や葉は中薬に利用される[6][4]。
  - ナンバンクロモジ Lindera akoensis Hayata (1911)[12]
台湾に分布。
  - ホソバヤマコウバシ Lindera angustifolia W.C.Cheng (1933)[13]
中国、朝鮮半島に分布。中国では鶏婆子（ケイバシ）、見風消（ケンフウショウ）とよばれ、中薬に利用される[4]。
  - アメリカクロモジ[4][14] Lindera benzoin (L.) Blume (1851)[15]
北米東部に分布。枝葉を茶外茶に、果実をオールスパイスの代用などに用いる[4]。
  - Lindera caudata (Nees) Hook.f. (1886)[16]
バングラデシュから中国南部、インドシナ半島に分布。中国では香面葉（コウメンヨウ）とよばれ、中薬に利用される[4]。
  - Lindera chunii Merr. (1931)[17]
中国南東部からベトナムに分布。中国では白膠木（ハクコウボク）とよばれ、中薬に利用される[4]。
  - タイワンコウバシ Lindera communis Hemsl. (1891)[18]
中国からインドシナ半島、南西諸島、台湾に分布。南西諸島のものは変種オキナワコウバシ（Lindera communis var. okinawensis）とされることがある。枝葉は薬用にされ（香葉樹とよばれる）、果皮の精油や種子の油も利用される[4]。
  - カナクギノキ Lindera erythrocarpa Makino (1897)[19]
中国、朝鮮半島、日本、台湾に分布。
  - Lindera fragrans Oliv. (1888)[20]
中国、ベトナムに分布。中国では香葉子（コウヨウシ）、香樹（コウジュ）とよばれ、中薬に利用される[4]。
  - ヤマコウバシ Lindera glauca (Siebold & Zucc.) Blume (1851)[21]
中国、インドシナ半島、朝鮮半島、日本、台湾に分布。果実や根、葉は中薬に利用される[4]。
  - ヒメクロモジ Lindera lancea (Momiy.) H.Koyama (1987)[22]
日本に分布する。ケクロモジの変種とすることもある。
  - オオバコウバシ Lindera megaphylla Hemsl. (1891)[23]
中国からインドシナ半島に分布。木材として利用され、また葉、果実の精油も利用される[4]。
  - ダンコウバイ Lindera obtusiloba Blume (1851)[24]
ヒマラヤからミャンマー、中国、朝鮮半島、日本に分布。
  - アブラチャン Lindera praecox (Siebold & Zucc.) Blume (1851)[25]
中国南部および日本に分布。
  - Lindera pulcherrima (Nees) Benth. ex Hook.f. (1886)[26]
ヒマラヤから中国、インドシナ半島に分布。中国では峨眉山胡椒（ガビサンコショウ）とよばれ、中薬に利用される[4]。
  - Lindera reflexa Hemsl. (1891)[27]
中国南部に分布。中国では山橿（サンキョウ）とよばれ、中薬に利用される[4]。
  - Lindera setchuenensis Gamble (1914)[28]
中国南部に分布。中国では四川釣樟（シセンチョウショウ）、石楨楠（セキテイナン）とよばれ、中薬に利用される[4]。
  - ケクロモジ Lindera sericea (Siebold & Zucc.) Blume (1851)[29]
朝鮮半島および日本に分布。変種ウスゲクロモジ（Lindera sericea var. glabrata）を含む。
  - シロモジ Lindera triloba (Siebold & Zucc.) Blume (1851)[30]
日本に分布。木材として利用され、また種子油は灯用にされた[6][4]。
  - クロモジ Lindera umbellata Thunb. (1784)[31]
クロモジ属のタイプ種である[2]。日本に分布。変種オオバクロモジ（Lindera umbellata var. membranacea）を含む。薬用や茶外茶に利用されることがあり、また材は楊枝などに使われる[6][4]。